# Янкех, Йозеф
Йозеф Янкех (словац. Jozef Jankech; 24 октября 1937 года, Шаля, Чехословакия) — чехословацкий и словацкий футболист и тренер.

## Карьера
Будучи футболистом, Йозеф Янкех провел большую часть своей карьеры в клубе "ТТС", с которым он становился серебряным призером чемпионата  Чехословакии. Завершил свою карьеру полузащитник в "Тршинеце", после чего сразу же Янкех возглавил эту команду. В дальнейшем он много лет работал с ведущими словацкими коллективами. Наибольших успехов специалист добился в "Локомотиве". Его Янкех дважды приводил к победе в Кубке страны. Несколько лет наставник проработал на Кипре, а затем он возглавлял олимпийскую сборную Чехословакии.
После обретения независимости Словакией Йозев Янкех три года был главным тренером ее  национальной сборной. Помимо нее он работал с Мальдивами (дважды). Последний коллектив в лице братиславского "Слована" наставник возглавлял в 73 года.

## Прочее
Йозеф Янкех был частью чешского онлайн-менеджера BREJK. В нем он под псевдонимом Jozef Hlavatý в течение 15 дней признавался лучшим тренером.

## Достижения

### Футболиста
- Вице-чемпион Чехословакии (1): 1962/63.

### Тренера
- Обладатель Кубка Чехословакии (2): 1977, 1979.
- Обладатель Кубка футбольной федерации Южной Азии (1): 2008.